# 리처드 샤얼

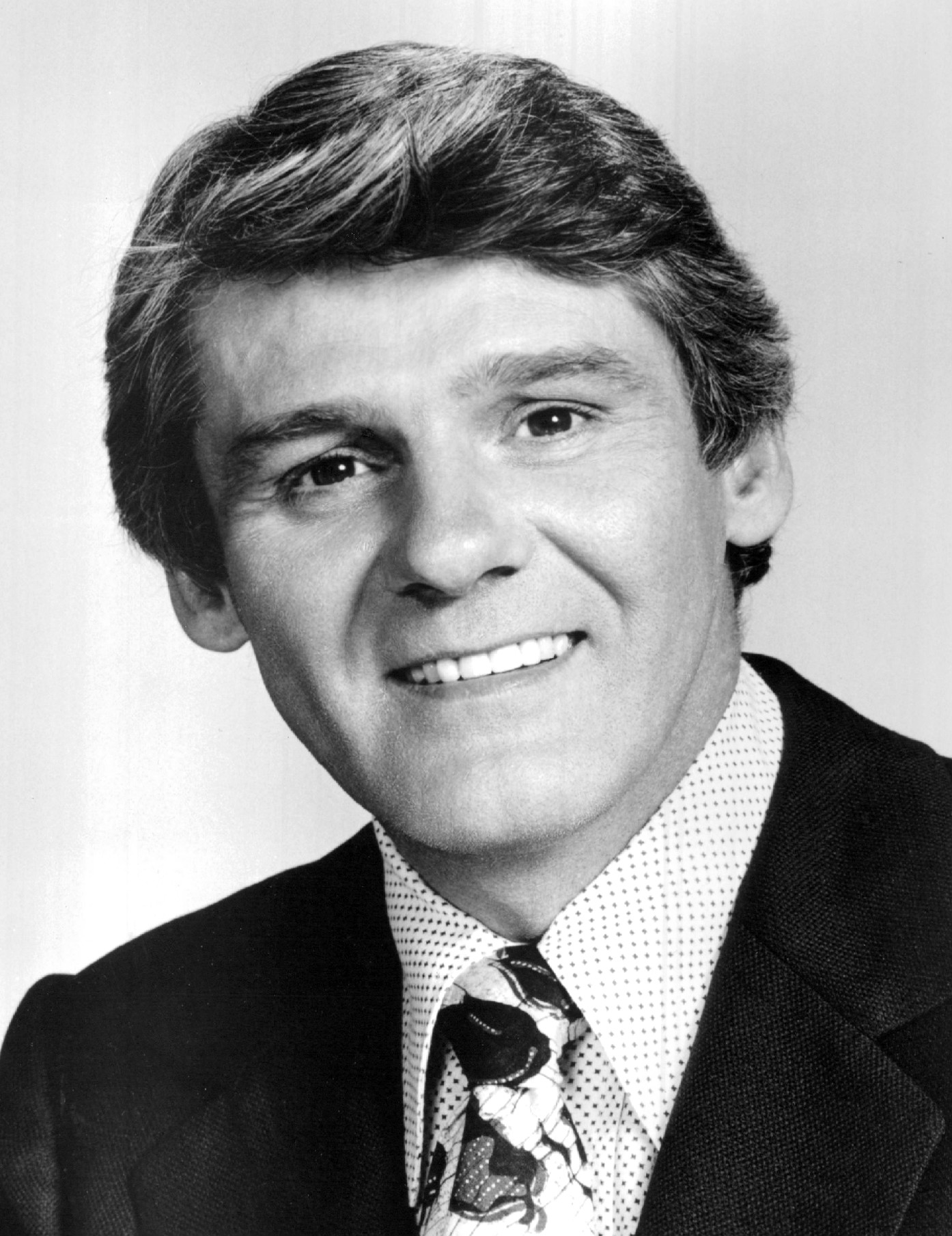

리처드 샬(Richard Schaal, 1928년 5월 7일 ~ 2014년 11월 4일)은 미국의 배우이다. 웬디 샬의 아버지이다.
시카고에서 태어났으며 우들랜드힐스에서 사망하였다. 사인은 질병이다.  포리스트 론 메모리얼 파크에 매장되었다.

## 출연 작품
- 나이스 보이스 (1985년)
- 오하라의 아내 (1982년)
- 헐리우드 나이츠 (1980년)
- 스틸야드 블루스 (1973년)
- 죽음의 순례자 (1972년)
- 러시안스 (1966년)